# Melvin Lastie
Melvin Lastie (New Orleans, 18 november 1930 – aldaar, 4 december 1972) was een Amerikaanse souljazz- en r&b-muzikant (trompet, kornet), producent en manager.

## Biografie
Lastie werd op 15-jarige leeftijd lid van de Paul Barbarin Band. In zijn tijd op de Booker T. Washington High School in New Orleans formeerde hij een professionele jazzband, waarin de pianist Fats Domino en Ed Blackwell ook speelden. Op 16-jarige leeftijd toerde hij met de band van Hosa Hill en keerde in 1948 terug naar New Orleans om het kortstondige Melvin Lastie Orchestra te vormen. Ornette Coleman woonde kortstondig bij hem. In hetzelfde jaar werd hij ingelijfd bij het Amerikaanse leger en na zijn ontslag formeerde hij samen met zijn broer de formatie The Lastie Brothers, die in 1954 op talrijke tournees ging en de blueszanger Big Joe Turner begeleidde. In de jaren daarna werkte hij in New Orleans in de winkel van zijn vader. Hij trad ook regelmatig op in de Show Bar in Bourbon Street. Van 1957 tot 1959 runde hij zijn eigen nachtclub The High Hat en was hij ook actief in de American Musicians Union. In 1961 was hij solist op de kornet in de eerste hit I Know (You Don't Love Me No More) van de r&b-zangeres Barbara George. 
In 1961 richtten Lastie en Harold Battiste het label A.F.O. Records op (All for One), waarmee hij in 1963 naar Los Angeles verhuisde en ook als producent voor het label van Sam Cooke werkte. Lastie speelde als begeleider op twee van zijn hits, Tennessee Waltz en A Change Is Gonna Come. Hij werkte ook als sessiemuzikant voor artiesten als King Curtis, Lou Donaldson. (Alligator Boogaloo, 1967), Dr. John, Herbie Hancock, (op Don't Even Go There, 1967), Eddie Harris (The Electrifying, 1967), Freddie King, Herbie Mann, (Memphis Two-Step, 1970), Wilson Pickett, Dave Pike (Jazz for the Jet Set, 1968) en Aretha Franklin. (Lady Soul, 1968) en arrangeur en muzikant voor Willie Bobo, voor wie hij uiteindelijk manager werd. Hij produceerde ook Bobo's eerste hit Spanish Grease en diens tweede album Uno, Dos, Tres. In 1969 werkte hij weer samen met Battiste en produceerde hij opnamen van King Floyd en Al 'Shine' Robinson.
Volgens Tom Lord was hij tussen 1958 en 1971 betrokken bij 36 opnamesessies op jazzgebied.
Ter ere van hem componeerde Cannonball Adderley Suite Cannon: For Melvin Lastie, uitgebracht op zijn laatste album Phenix (1974).

## Overlijden
Melvin Lastie overleed in december 1972 op 42-jarige leeftijd.